# راكيل راميريز سالغادو
راكيل راميريز سالغادو (بالإسبانية: Raquel Ramírez Salgado)‏ باحثة مكسيكية وناشطة نسوية في مجال حقوق المرأة. أسست المدرسة النسوية للتواصل.

## السيرة
حصلت راميريز على درجة الليسانس والماستير في الاتصال من كلية العلوم السياسية والاجتماعية [الإنجليزية] التابعة لجامعة المكسيك الوطنية المستقلة (UNAM) ودكتوراه من نفس المؤسسة في العلوم السياسية والاجتماعية. حصلت على دبلوم في الصحافة الوقائية من جامعة كومبلوتنس بمدريد وتخصصت في دراسات الإدماج والتقاطع والإنصاف من جامعة برلين الحرة، وهي المؤسسة التي أجرت فيها مشروعًا بحثيًا بين عامي 2016 و 2017.
منذ عام 2005، قدمت ورش عمل ومؤتمرات وطاولات ومناقشات حول النسوية والمساواة وحقوق الإنسان للمرأة. وكجزء من هذا العمل، أسست المدرسة النسوية للتواصل،  وهي مساحة تعليمية يدعمها المركز الثقافي الإسباني [الإنجليزية] في المكسيك من أجل تدريب التواصل الاجتماعي من منظور النوع الاجتماعي. وهي مساهمة في وسائل الإعلام مثل مجلة جامعة المكسيك،  ومجلة تشيلانجو وغيرها. كمستشارة، شاركت في مشاريع اللوائح والاستشارات بشأن المساواة بين الجنسين في مؤسسات مثل المعهد الوطني للمرأة [الإسبانية] في بلدها، والمعهد الانتخابي الفيدرالي [الإسبانية]، ومعهد الإدارة العامة في ولاية هيدالغو. 